# Ulrika Karlsson
Anna Ulrika Olsson Karlsson (14 de outubro de 1970) é uma ex-futebolista profissional sueca que atuava como goleira.

## Carreira
Ulrika Karlsson fez parte do elenco da Seleção Sueca de Futebol Feminino, nas Olimpíadas de 1996 e 2000. 